# Synchronized DNA
Synchronized DNA（シンクロナイズド・ディーエヌエー）は、神保彰と則竹裕之の2人によるツインドラムの音楽ユニット。

## 来歴
2003年秋に日本を代表する二大フュージョンバンドのカシオペアとTHE SQUARE（T-SQUARE）のジョイントライブが企画され、当時各々のバンドのドラマーであった神保と則竹が双方から参加して共演。その際、双方のバンドのセッションで計10曲以上にわたってツインドラムのパフォーマンスが行われた。そして、ファンや他の参加メンバーからの後押しもあり、世界でも極めて珍しいドラマー2人だけによるユニットとして結成に至る。
翌2004年暮れにカシオペアのツアーに参加するなどして、フュージョンファンにもより広く知れ渡った。
2005年には、このユニットの初ソフト化作品として、スタジオライブも収録された教則DVD「ダブル・ドラム・パフォーマンス」をリリースし、それを記念して単独でライブハウス・ツアーを開催。7月にはカシオペアのツアーに再参加した。11月には初の海外公演で、モントリオール・ドラムフェスティバルなど、カナダ6都市を廻るツアーを敢行。そして、それまでライブのみの参加だったカシオペアに、今度はオリジナル・アルバム作りから全面参加し、2006年1月には3度目の共演ツアーが行われた。

## ユニット名の由来
元々カシオペアのファンであり、いまだもって神保彰のファンだと公言する則竹のドラムのプレイスタイルは、神保のプレイスタイルに強く影響されたものである。それ故に2人の息のぴったり合ったプレイが特徴であり、まさにDNAレベルでシンクロしているようであることからこのネーミングとなった。
ちなみにSynchronized DNAというコンセプトは神保が発想した。結成以前に行われたT-SQUAREとCASIOPEAのジョイントライブである「CASIOPEA VS THE SQUARE LIVE」において、神保と則竹のドラムが定位を変えない限り一台のドラムにしか聞こえない(普通、ツインドラムはいかに合わせようとも多少ずれる)という事を他のメンバーに指摘され(伊東たけしは二人でのユニット結成を強く勧めた)、そこからユニットのコンセプトとして「DNAレベルでのシンクロ」が浮かんだとされている。

## ディスコグラフィー

### CD
- CASIOPEA＋Sync DNA「SIGNAL」（発売元：ジェネオン・エンタテインメント）

### DVD
- ダブル・ドラム・パフォーマンス（発売元：リットーミュージック[1]）
- Synchronized Paradise ~Synchronized DNA LIVE TOUR 2005~（発売元：BSフジ[2]）
- CASIOPEA with Synchronized DNA 「5 STARS LIVE」（発売元：ジェネオン・エンタテインメント[3]）
- ダブル・ドラム・パフォーマンス2（発売元：リットーミュージック[4]）
- ARE YOU SYNCHRONIZED?（発売元：BSフジ[5]）